# Iwanowice (gmina w guberni piotrkowskiej)

Gmina na tle zmieniającego się podziału administracyjnego powiatu częstochowskiego

Iwanowice (od 1868 Opatów) – dawna gmina wiejska istniejąca w XIX wieku w guberni piotrkowskiej. Siedzibą władz gminy były Iwanowice.
Za Królestwa Polskiego gmina Iwanowice należała do powiatu częstochowskiego w guberni piotrkowskiej.
Gminę zniesiono w 1868 roku, a z jej obszaru utworzono gminę Opatów.